# Bundesstraße 208
De Bundesstraße 208 (ook wel B208) is een bundesstraße in Duitsland die loopt door de deelstaten Sleeswijk-Holstein en Mecklenburg-Voor-Pommeren.
De weg begint bij Bad Oldesloe en loopt verder via de steden Ratzeburg en Gadebusch, om te eindigen in Wismar. De B208 is ongeveer 72 km lang.

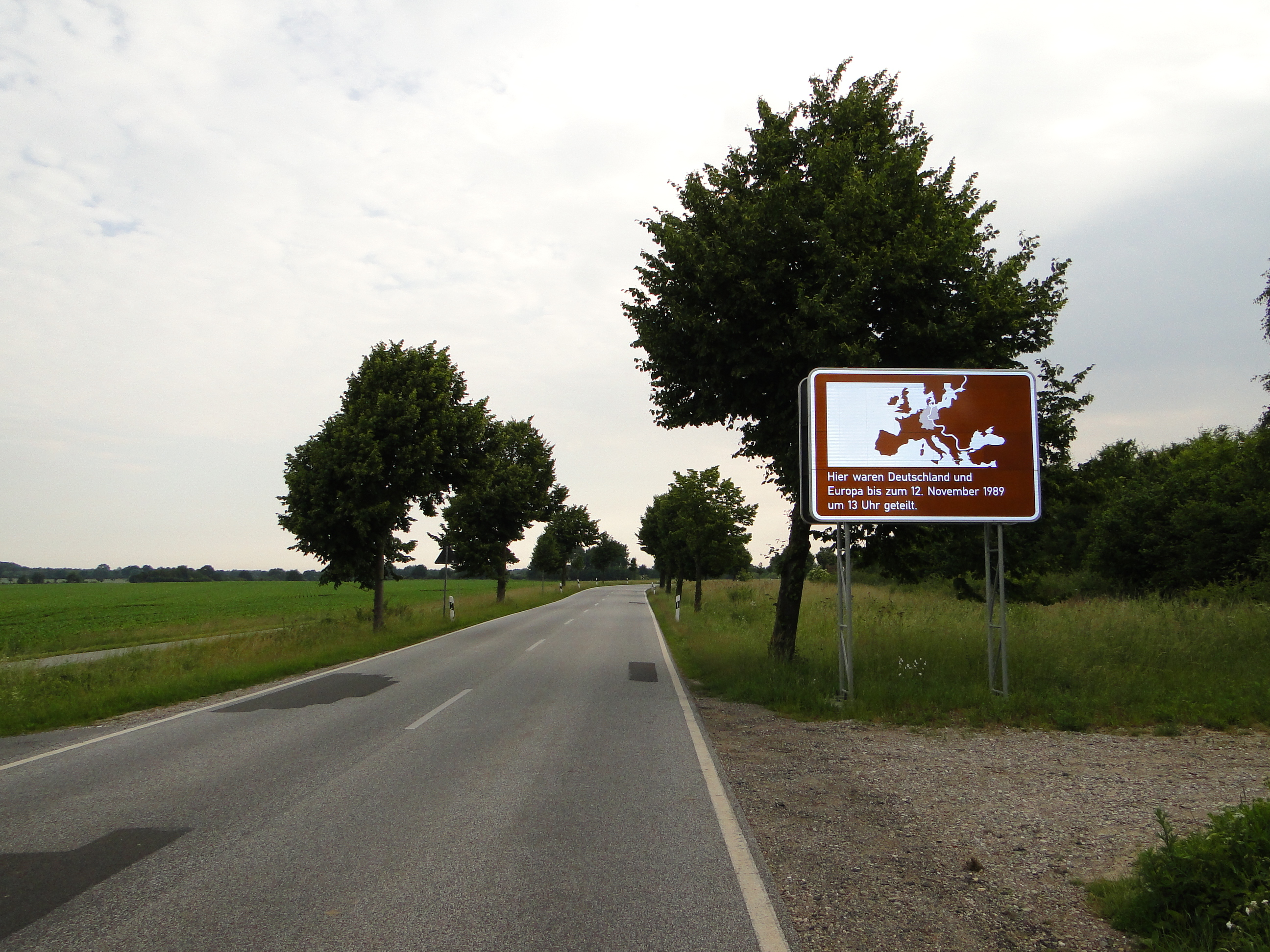
Bord langs de B208 bij de voormalige Duits-Duitse grens

## Routebeschrijving
Sleeswijk-Holstein
De B208 begint in Bad Oldesloe op een kruising met de B75. De weg loopt oostwaarts en kruist de Trave, waarna ze zuidoostwaarts de stad verlaat en bij  afrit Bad Oldesloe de A1. De weg loopt door Rethwisch, Westerau, Siebenbäumen, Kastorf, Sierksrade,  Berkenthin, kruist  het Elbe-Lübeck-Kanal en passeert Kulpin met een rondweg en komt in het westen van Ratzeburg waar  men de 207 kruist met een aansluiting en  oostwaarts door de stad  Ratzeburg loopt en de Ratzeburger See kruist via de Königsdamm. De weg loopt verder door Ziethen waar de deelstaatgrens ligt met Mecklenburg-Voor-Pommeren.
Mecklenburg-Voor-Pommeren
De weg loopt verder door Mustin, Roggendorf en de rondweg van Gadebusch waar men een samenloop kent met de B104, Veelböken, Mühlen Eichsen, Testorf-Steinfort-Fräulein-Steinfort, Bobitz, Metelsdorf en kruist bij afrit Wismar-Mitte de A20. De B208 loopt noordwaarts en eindigt op een rotonde in het zuiden van de stad Wismar waar ze aansluit op de B106.
B1 · B2 · B4 · B5 · B75 · B76 · B77 · B87 · B96 · B96a · B96b · B97 · B101 · B102 · B103 · B104 · B105 · B106 · B107 · B108 · B109 · B110 · B111 · B112 · B112n · B113 · B115 · B122 · B156 · B158 · B166 · B167 · B168 · B169 · B179 · B182 · B183 · B187 · B188 · B189 · B190n · B191 · B192 · B193 · B194 · B195 · B196 · B197 · B198 · B199 · B200 · B201 · B202 · B203 · B204 · B205 · B206 · B207 · B208 · B209 · B246 · B320 · B321 · B404 · B430 · B431 · B432 · B434 · B435 · B495 · B501 · B502 · B503